# Webhosting
Webhosting je pronájem prostoru pro webové stránky na cizím serveru. Pronajímatel serveru bývá označován jako poskytovatel webhostingu (webového prostoru).
Díky webhostingu se dají webové stránky umístit na internet, bez potřeby vlastního serveru. Ceny za webhosting se v České republice pohybují od několika Kč až po několik tisíc Kč za měsíc. Někdy se nabízí i bezplatná varianta, tzv. freehosting. Ten obvykle nezahrnuje žádné záruky ohledně funkčnosti, má omezenou technickou podporu. Často je s freehostingem spojeno umisťování reklamy na stránkách.
Poskytovatelé většinou u webhostingu nabízí skriptovací technologie PHP, ASP, ASP.NET, JSP aj., z databází jsou nabízeny především MySQL, PostgreSQL a MS SQL. Stránky na server se kopírují převážně protokolem FTP.
Webhosting je pouze samotné umístění stránek na serveru poskytovatele. Aby se uživatelé internetu ke stránkám dostali, je potřeba mít zaregistrovánu doménu (např. s názvem společnosti). Alternativně lze u některých firem zdarma využít domény 3. řádu, například vasejmeno.poskytovatel.cz.
Součástí webhostingových služeb jsou většinou také e-mailové schránky s antispamovými a antivirovými filtry, stahování pošty do poštovního klienta protokolem POP3, odesílání pošty protokolem SMTP.
Samozřejmostí také bývá technická podpora pro zákazníky, tedy možnost v případě technických problémů či dotazů kontaktovat poskytovatele prostřednictvím telefonu, e-mailu a dalších elektronických komunikačních nástrojů. Někde bývá technická podpora omezena na pracovní dny, u solidních firem bývá podpora nonstop.
Hlavní nevýhodou webhostingu je to, že jeden server poskytovatele sdílí často stovky či dokonce tisíce webhostingových zákazníků. Můžete se tedy stát, že v případě poruchy či přetížení jednoho webu jsou významně ovlivněny či dokonce znefunkčněny i všechny ostatní na stejném serveru. Výhodou je naopak nízká cena – zákazník webhostingu zaplatí pouze zlomek toho, kolik by ho stál provoz vlastního serveru.

## Typy hostingu
- Sdílený webhosting – základní typ webhostingu, kde uživatel provozuje webovou stránku společně s tisíci dalšími stránkami na stejném serveru, který pro webové stránky sdílí systémové zdroje jako je RAM a CPU.
- Multihosting – hosting většího počtu domén. Jeho obliba vzrostla zejména kvůli lidem s několika menšími stránkami nebo microsites.
- Virtuální server – virtualizovaný stroj, který nabízí velkou konfigurovatelnost a větší výkon. Poměr výkonu a ceny však není kvůli větší režii tak dobrý jako u předchozích řešení. Je vhodný zejména pro uživatele se znalostí Linuxu a pro hosting jiných než webových služeb. Často využívanou formou virtuálního serveru je virtuální privátní server.
- Managed server – poskytovatel pronajme zákazníkovi vlastní server, o který se zároveň stará jeho technická podpora. Jedno z finančně nejnáročnějších řešení.
- Dedikovaný server – podnájem serveru, který spravuje sám zákazník. Nehrozí tak nestabilita či přetížení serverů způsobené aplikacemi jiného zákazníka. Důležitou vlastností dedikovaného serveru je vlastní unikátní IP adresa.[1]
- Serverhousing – umístění vlastního stroje do datového centra poskytovatele. Servery jsou umístěny v Racku, který je sdílen s dalšími zákazníky.
- Rack housing -  je zvláštní druh serverhousingu. Jedná se o pronájem rackové skříně (pronájem celého Racku nebo jeho vyhrazené části) v datovém centru poskytovatele, kam umístí vlastní stroje. Oproti serverhousingu firma obsadí svými servery celý rack (případně jeho významnější část).
- CloudHosting – V dnešní době se také rozjel nový CloudHosting, který zákazníkovi nabízí možnost uložit si osobní data na svůj vyhrazený prostor na disku, u kvalitních hostingů i bez přístupu třetí strany.
- Mezi další nové formy hostování rozsáhlých aplikací se řadí například CRM, Exchange a další služby formou SaaS.